# Xalàguino
Xalàguino (en rus: Шалагино) és un poble del krai de Krasnoiarsk, a Rússia, que el 2012 tenia 142 habitants. Pertany al districte de Karatuzski.